# Alexandru Belc
Pour les articles homonymes, voir Belc.
Alexandru Belc est un réalisateur et scénariste roumain né le 26 juillet 1980 à Brașov en Roumanie. Il remporte le prix de la mise en scène au Festival de Cannes 2022 dans la sélection officielle Un certain regard.

## Biographie
Il est diplômé de l’École de cinéma de Bucarest en 2007 et obtient un master en sciences politiques en 2012. Pendant ses études, il réalise plusieurs courts métrages et documentaires. Il travaille ensuite en tant qu'assistant réalisateur pour Corneliu Porumboiu mais aussi comme scripte pour Cristian Mungiu sur le tournage de 4 mois, 3 semaines, 2 jours, Palme d’Or en 2007. Son premier long-métrage documentaire, 8 mars, qui traite de la place des femmes dans le monde du travail, est présenté dans de nombreux festivals internationaux en 2013. Son deuxième long-métrage documentaire, Cinéma mon amour, portrait d’un exploitant art et essai roumain, sort dans les salles françaises en mai 2017. Metronom est son premier long métrage de fiction, sélectionné en compétition officielle pour Un Certain regard au festival de Cannes 2022 où il remporte le prix de la mise en scène,.

## Filmographie

### Comme réalisateur
Longs métrages fictions, documentaires
- 2012 : 8 mars (long-métrage documentaire)
- 2015 : Cinéma, mon amour (long-métrage documentaire)
- 2022 : Metronom (long-métrage fiction)

### Comme assistant réalisateur et scripte
- 2007 : 4 mois, 3 semaines, 2 jours
- 2009 : Policier, adjectif

### Comme scénariste
- 2012 : 8 mars
- 2015 : Cinéma, mon amour
- 2022 : Metronom

## Prix
- 2022 : Prix de la mise en scène dans la section Un certain regard lors du Festival de Cannes 2022 pour Metronom.